# 長齢院
長齢院（ちょうれいいん、? - 天正元年11月24日（1573年12月18日））は、戦国時代の女性。前田利昌（利春）の正室。

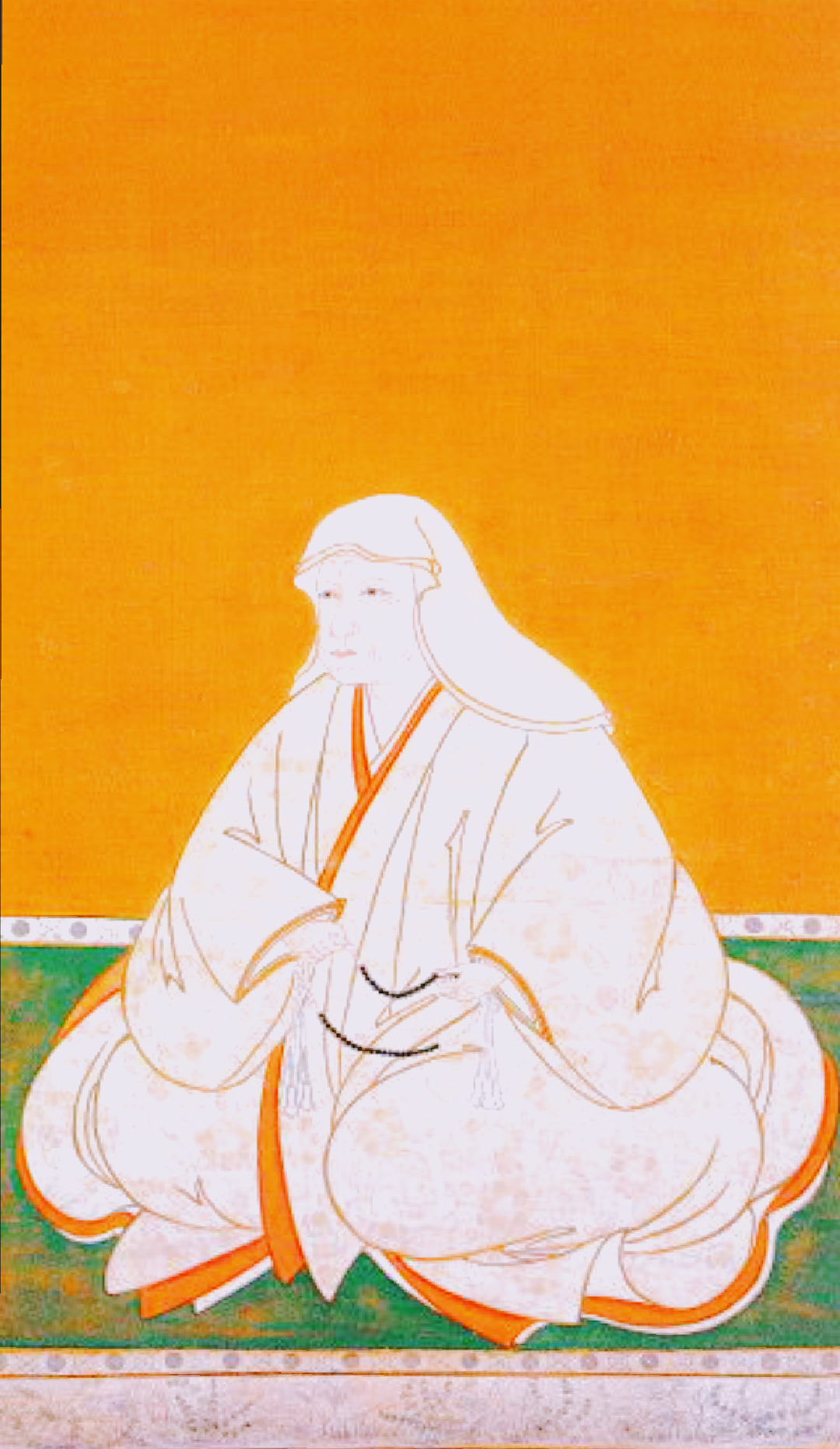
「絹本著色長齢夫人画像」石川県七尾美術館蔵

## 経歴
父は竹野氏の出。荒子城主、前田利昌に嫁ぎ、前田利久、前田利玄、前田利家、佐脇良之をもうけた。
また、利家の妻芳春院の母は実姉である。長齢院の姉は篠原主計に嫁ぎ、夫の死後、尾張守護斯波家臣高畠直吉に嫁いだ。
姉が高畠直吉に嫁いだ後は叔母として、姉の子・芳春院を育てた。
天正元年（1573年）、長男利久の拠城尾張荒子城で死去した。利家によって宝円寺に葬られる。
後に宝円寺は利昌の戒名道機庵休嶽居士の休嶽、自身の戒名、長齢院妙久大姉の長齢からとられ、休嶽山長齢寺と改名された。

## 演じた女優
- 利家とまつ〜加賀百万石物語〜（2002年、NHK大河ドラマ）演：加賀まりこ